# Oleksandr Wosianow
Oleksandr Fedorowytsch Wosianow (* 2. Oktober 1938 in Melitopol, Ukrainische SSR; † 7. Mai 2018) war ein ukrainischer Arzt, Präsident der Akademie der medizinischen Wissenschaften der Ukraine und Mitglied des Präsidiums der Nationalen Akademie der Wissenschaften der Ukraine.

## Leben
Oleksandr Wosianow kam 1938 in der Stadt Melitopol, damals zur Oblast Dnipropetrowsk heute zur Oblast Saporischschja gehörig, zur Welt. Er studierte ab 1962 am Medizinischen Institut O.O. Bohomolez in Kiew. Danach diente er bis 1966 als Chirurg bei der sowjetischen Nordflotte. 1966 begann er als Assistenz-Professor am Kiewer Medizinischen Institut und stieg dort zum außerordentlichen Professor (1980) und Leiter des Lehrstuhls für Urologie auf. Seit 1987 leitete er das Institut für Urologie und Nephrologie des Instituts (heute das Institut für Urologie der Akademie der medizinischen Wissenschaften der Ukraine). Darüber hinaus war er ständiges Mitglied des internationalen, europäischen und amerikanischen Urologenverbandes.
Oleksandr Wosianow, der seit 1978 Doktor der Medizin war, besuchte regelmäßig internationale wissenschaftliche Konferenzen über Urologie und Nephrologie in Europa und Amerika und hat mehr als 600 wissenschaftliche Arbeiten, darunter 55 Monographien und 19 Erfindungen, veröffentlicht.
Sein Forschungsschwerpunkt war die Entwicklung der funktionalen Methoden der Diagnose und chirurgische Behandlung der wichtigsten urologischen Erkrankungen und die Förderung der Grundlagen- und angewandten Medizin. Allgemeine Anerkennung fand seine Arbeit über die Probleme der Erkrankungen der Prostata und Blase.
Wosianow gründete eine Hochschule für Urologie mit mehr als 40 Ärzten und Doktoren. Viele seiner Schüler sind Professoren und Leiter von wissenschaftlichen Einrichtungen. Er war Mitgründer der 1993 gegründeten Akademie der Medizinischen Wissenschaften der Ukraine und wurde zu deren erstem Präsidenten und Organisator der Akademie ernannt. Unter seiner Leitung entwickelte sich die Akademie zu einer international renommierten wissenschaftlichen Einrichtung.
Des Weiteren war er seit 1996 Mitglied der New Yorker Akademie der Wissenschaften, seit 1997 der brasilianischen Akademie der Wissenschaften und der polnischen Medizinischen Akademie, seit 1998 der Akademie der medizinischen Wissenschaften Weißrusslands und seit 2001 der Russischen Akademie der medizinischen Wissenschaften. Das American Biographical Institute (USA) erklärte ihn 1997 zum „Mann des Jahres“.
Er sprach ukrainisch, russisch, englisch und griechisch.

## Werke (Auswahl)
- 1991 Клиническая термодиагностика
- 1992 Болезни мочевого пузыря у детей
- 1993 Урологія. Підручник для медичних вузів
- 1994 Предрак и ранние формы рака мочевого пузыря
- 1996 Клиническая сексология и андрология
- 1998 Цитокины, биологические и противоопухолевые свойства
- 2000 Межфазная тензиометрия и реометрия биологических жидкостей в терапевтической практике
- 2001 Атлас – посібник з урології (3 Bände)
- 2003 Health Effect of Chernobyl Accident

## Ehrungen
Oleksandr Wosianow erhielt zahlreiche Orden und Ehrungen. Darunter:
- 1983 Staatspreis der Ukrainischen SSR in Wissenschaft und Technik[5]
- 1986 Orden der Völkerfreundschaft[5]
- 1986 Verdienter Wissenschaftler der UdSSR[5]
- 1996 Ukrainischer Verdienstorden 3. Klasse[5]
- 1998 Orden des Fürsten Jaroslaw des Weisen 2. Klasse[5]
- 1999 Ehrenbürger der Stadt Kiew[2]
- 1999 Verdienstorden der Italienischen Republik
- 2000 Held der Ukraine[4]
- 2001 Staatspreis der Ukraine in Wissenschaft und Technik[5]